# Збірна Фінляндії з футболу
Збірна Фінляндії з футболу — національна футбольна команда, що представляє Фінляндію на міжнародних матчах.
Станом на 3 квітня 2025 посідає 69-e місце у рейтингу футбольних збірних світу.

## Історія
Футбольна асоціація Фінляндії з'явилася в 1907 році, через рік вона була прийнята у ФІФА, хоча Фінляндія була тоді частиною Російської імперії.
22 жовтня 1911 року відбулася перша гра збірної Фінляндії, що закінчилася поразкою фінської команди: з рахунком 2:5 вона програла збірній Швеції. Ворота збірної у цьому матчі захищав Густав Гольмстром.
Але вже на Олімпіаді-1912 збірна Фінляндії завдала поразки італійцям (3:2) і росіянам (2:1) та в 1/2 поступились англійцям (0:4). Ще тричі на іграх у Берліні (1936), Гельсінкі (1952) та в Москві (1980) команда Фінляндії була учасником футбольного турніру.
У чемпіонатах світу і Європи, в яких збірна Фінляндії беруть участь з 1938 року, особливих успіхів вона не добилася. Аж до 1970‑х років виступи фінської команди обмежувалися в основному товариськими матчами з північними сусідами.
У 1980 і в 2008 роках Фінляндія ледь не вийшла у фінальну частину Чемпіонату Європи. Відбірковий цикл до Євро‑2008 команда під керівництвом британця Роя Годжсона провела дуже впевнено, отримала гостьову перемогу над лідерами групи поляками і двічі зіграла внічию з португальцями, яким у результаті поступилися на фініші трьома очками. Годжсон після завершення відбіркового циклу пішов з команди, замість нього головним тренером був призначений Стюарт Бакстер. Він не став міняти кістяк збірної.
Справжніми лідерами команди за останні роки стали воротар Юссі Яаскеляйнен з англійського «Болтона», захисник «Ліверпуля» Самі Гююпя, півзахисник «Сандерленда» Тєєму Тайніо і брати Єременко — Олексій, що виступає за підмосковний «Сатурн», і Роман, виступає за московський ЦСКА.
Легендою і гордістю фінського футболу називають Ярі Літманена, здобули популярність такі імена, як Ауліс Ріткенен, Юссі Пелтонен, Арто Толса, Міка‑Матті Паателайнен.

## Кубок Світу
- 1930–1934 — не брала участі
- 1938 — не пройшла кваліфікацію
- 1950 — відмовилася від участі під час кваліфікації
- 1954–2022 — не пройшла кваліфікацію

## Чемпіонат Європи
- 1960, 1964 — не брала участі
- 1968–2016 — не пройшла кваліфікацію
- 2020 — груповий етап

## Поточний склад
Заявка збірної для участі у чемпіонаті Європи 2020 року. Вік гравців наведено на день початку змагання (11 червня 2021 року), дані про кількість матчів і голів — на дату подачі заявки (1 червня 2021 року).
| №  | Поз. | Гравець             | Дата народження (вік)          | Ігри | Голи | Клуб              |
| -- | ---- | ------------------- | ------------------------------ | ---- | ---- | ----------------- |
| 1  | ВР   | Лукаш Градецький    | 24 листопада 1989 (вік 31 рік) | 64   | 0    | Баєр 04           |
| 2  | ЗХ   | Паулус Араюурі      | 15 червня 1988 (вік 32 роки)   | 50   | 3    | Пафос             |
| 3  | ЗХ   | Даніель О'Шонессі   | 14 вересня 1994 (вік 26 років) | 10   | 0    | ГІК               |
| 4  | ЗХ   | Йоона Тойвіо        | 10 березня 1988 (вік 33 роки)  | 72   | 3    | Геккен            |
| 5  | ЗХ   | Лео Вяйсянен        | 23 липня 1997 (вік 23 роки)    | 7    | 0    | Ельфсборг         |
| 6  | ПЗ   | Глен Камара         | 28 жовтня 1995 (вік 25 років)  | 30   | 1    | Рейнджерс         |
| 7  | ПЗ   | Роберт Тейлор       | 21 жовтня 1994 (вік 26 років)  | 18   | 1    | Бранн             |
| 8  | ПЗ   | Робін Лод           | 17 квітня 1993 (вік 28 років)  | 42   | 4    | Міннесота Юнайтед |
| 9  | ПЗ   | Фредрік Єнсен       | 9 вересня 1997 (вік 23 роки)   | 17   | 7    | Аугсбург          |
| 10 | НП   | Теему Пуккі         | 29 березня 1990 (вік 31 рік)   | 90   | 30   | Норвіч Сіті       |
| 11 | ПЗ   | Расмус Шуллер       | 18 червня 1991 (вік 29 років)  | 48   | 0    | Юргорден          |
| 12 | ВР   | Єссе Йоронен        | 21 березня 1993 (вік 28 років) | 14   | 0    | Брешія            |
| 13 | ПЗ   | Пюрю Сойрі          | 22 вересня 1994 (вік 26 років) | 30   | 5    | Есб'єрг           |
| 14 | ПЗ   | Тім Спарв (капітан) | 20 лютого 1987 (вік 34 роки)   | 81   | 1    | Лариса            |
| 15 | ЗХ   | Саулі Вяйсянен      | 5 червня 1994 (вік 27 років)   | 20   | 0    | К'єво             |
| 16 | ЗХ   | Томас Лам           | 18 грудня 1993 (вік 27 років)  | 26   | 0    | Зволле            |
| 17 | ЗХ   | Ніколай Альго       | 12 березня 1993 (вік 28 років) | 11   | 0    | МТК               |
| 18 | ЗХ   | Єре Уронен          | 13 липня 1994 (вік 26 років)   | 48   | 1    | Генк              |
| 19 | ПЗ   | Йоні Кауко          | 12 липня 1990 (вік 30 років)   | 25   | 0    | Есб'єрг           |
| 20 | НП   | Йоел Пог'янпало     | 13 вересня 1994 (вік 26 років) | 41   | 9    | Уніон (Берлін)    |
| 21 | НП   | Лассі Лаппалайнен   | 24 серпня 1998 (вік 22 роки)   | 8    | 0    | Монреаль Імпакт   |
| 22 | ЗХ   | Юкка Райтала        | 15 вересня 1988 (вік 32 роки)  | 51   | 0    | Міннесота Юнайтед |
| 23 | ВР   | Анссі Яаккола       | 13 березня 1987 (вік 34 роки)  | 3    | 0    | Бристоль Роверз   |
| 24 | ПЗ   | Онні Валакарі       | 18 серпня 1999 (вік 21 рік)    | 5    | 1    | Пафос             |
| 25 | ЗХ   | Роберт Іванов       | 19 вересня 1994 (вік 26 років) | 4    | 0    | Варта (Познань)   |
| 26 | НП   | Маркус Форсс        | 18 червня 1999 (вік 21 рік)    | 4    | 1    | Брентфорд         |